# Fórminx

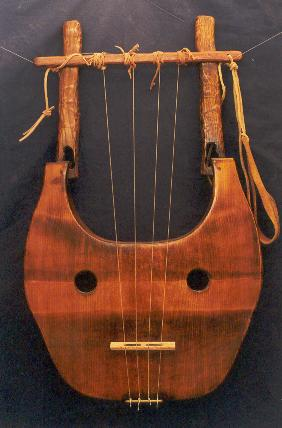
Uma phorminx

A fórminx (gr. φόρμιγξ), é um instrumento musical da Grécia Antiga, do tipo cordofone, provavelmente originário da Mesopotâmia. Podia ter entre duas a sete cordas e tinha a forma de crescente.
Era uma cítara mais simples e mais leve assim como tinha uma sonoridade mais suave. Nos poemas homéricos, fórminx e cítara eram frequentemente confundidos.